# Erik Eriksson Teet
Erik Eriksson Teet, född 20 augusti 1673 i Selångers socken, Västernorrlands län, död 8 augusti 1733 i Häggdångers socken, Västernorrlands län, var en svensk häradshövding.
Teet, som var son till Erik Henriksson Teet och dotterson till Nicolaus Johannis Rudbeckius, blev student vid Uppsala universitet 1683 och häradshövding i Ångermanlands läns lagsagas första häradsdöme den 2 maj 1700.